# Parrano
Parrano település Olaszországban, Terni megyében. Lakosainak száma 488 fő (2023. január 1.). Parrano Ficulle, Montegabbione és San Venanzo községekkel határos.

## Népesség
A település népessége az elmúlt években az alábbi módon változott:
| Lakosok száma | 529  | 520  | 488  |
|               | 2017 | 2018 | 2023 |